# Cavagnolo
Cavagnol
Cavagnolo (en français Cavagnol) est une commune italienne de la ville métropolitaine de Turin dans la région Piémont en Italie.

## Monuments et patrimoine
- L'abbaye Santa Fede

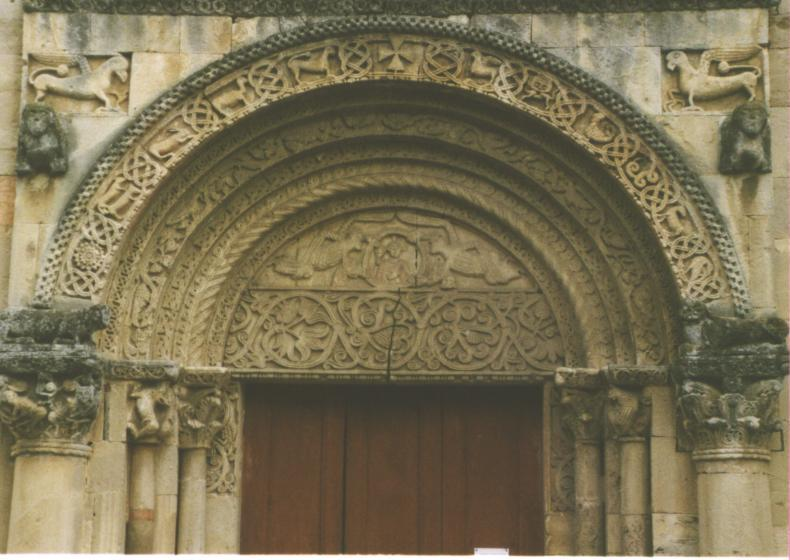
L'abbaye di Santa Fede, le tympan

L'abbaye fut bâtie par les moines bénédictins de Sainte-Foy-de-Conques (située dans le Rouergue, dans le département de l'Aveyron, en France) vers  le milieu du XIIe siècle.

## Administration
| Période                                  | Période  | Identité              | Étiquette    | Qualité |
| ---------------------------------------- | -------- | --------------------- | ------------ | ------- |
| 14 juin 2004                             | En cours | Franco Giovanni Sampò | lista civica |         |
| Les données manquantes sont à compléter. |          |                       |              |         |

### Communes limitrophes
Brusasco, Monteu da Po, Lauriano, Moransengo, Tonengo